# Nicolò Cudrig
Nicolò Cudrig, né le 7 août 2002 à Udine en Italie, est un footballeur italien, qui évolue au poste d'avant-centre avec l'équipe réserve de la Juventus FC.

## Carrière

### En club
Natif d'Udine en Italie, Nicolò Cudrig est formé par le club de sa ville natale, l'Udinese Calcio. Le 10 août 2018 il rejoint l'AS Monaco, club qui mise beaucoup sur les jeunes joueurs à fort potentiel, alors qu'il est sollicité par des grands clubs italiens comme l'AS Rome ou la Juventus. Mais il est directement prêté une saison au club partenaire de Monaco, le Cercle Bruges, où il évolue donc pendant un an avec l'équipe réserve. Le 18 juillet 2019 Cudrig intègre officiellement le centre de formation monégasque. Le 29 juillet 2021, Cudrig a rejoint la Juventus U23. Le 22 août, Cudrig a fait ses débuts avec les U23 de la Juventus lors de la victoire 3-2 contre Pro Sesto, au cours de laquelle il a marqué un but.
Le 4 novembre 2022, Cudrig prolonge son contrat avec la Juventus jusqu'en juin 2026. 

### En équipe nationale
Avec l'équipe d'Italie des moins de 17 ans, il participe au championnat d'Europe des moins de 17 ans en 2019 qui se déroule en Irlande. Il est titulaire lors de cette compétition où il joue six matchs. Son équipe atteint la finale face aux Pays-Bas. Il participe à cette rencontre mais l'Italie s'incline ce jour-là (4-2).

## Style de jeu
Joueur physique, il est notamment décrit comme un avant-centre à l'ancienne, un pur numéro 9, occupant la pointe avant tout par sa capacité à créer de l'espace et harceler en premier rideau la défense adverse, bien qu'il soit aussi capable de marquer des buts avec une technique remarquable. Il est ainsi comparé à des joueurs comme Olivier Giroud ou Luca Toni.

## Palmarès

### En sélection
- Finaliste du championnat d'Europe des moins de 17 ans en 2019 avec l'équipe d'Italie des moins de 17 ans.